# Itaúna (ort)
Itaúna är en ort i Brasilien.   Den ligger i kommunen Itaúna och delstaten Minas Gerais, i den sydöstra delen av landet, 600 km sydost om huvudstaden Brasília. Itaúna ligger 848 meter över havet och antalet invånare är 77 400.
Terrängen runt Itaúna är kuperad norrut, men söderut är den platt. Itaúna är det största samhället i trakten.
Omgivningarna runt Itaúna är huvudsakligen savann. Runt Itaúna är det ganska tätbefolkat, med 166 invånare per kvadratkilometer.